# Troglotayosicus akaido
Troglotayosicus akaido — вид скорпіонів родини Troglotayosicidae. Описаний у 2024 році. 

## Поширення
Ендемік Колумбії. Вид описаний із зразків, зібраних у листовому опаді первинного тропічного лісу в колумбійській Амазонії, поблизу кордону з Перу.